# Paty Díaz
Patricia Díaz (San Luis Río Colorado, Sonora, Meksiko, 17. ožujka 1976.) meksička je glumica i model.

## Filmografija

### Telenovele
- Los exitosos Pérez kao Amanda Olivera (2010.)
- U ime ljubavi kao Natalia Ugalde de Iparraguire (2008.)
- Sexo y otros secretos kao Marcia (2007.)
- Ljubav i mržnja kao Belén (2006.)
- Andrea Bocelli...Amor kao Patricia Díaz (2006.)
- Barrera kao Clara (2005.)
- Rubi kao Christina Pérez Ochoa (2004.)
- Salomé kao Martha (2001.)
- Ramona kao Carmen (2000.)
- Lice anđela kao sestra Clementina (2000.)
- Alma rebelde kao Felicia (1999.)
- Rosalinda kao Clarita Martínez (1999.)
- Gotita de amor kao Lorena (1998.)
- La usurpadora kao Lalita (1998.)
- Más allá de la usurpadora kao Lalita (1998.)
- Luz clarita kao Natalia (1996.)
- Mujer, casos de la vida real (1996. – 2003.)
- La dueña kao Blanqita (1995.)